# 遼朝公爵列表
遼朝封爵分國王（二國）、國王（一國）、王、郡王、国公、開國郡公、開國縣公、開國侯（開國郡侯、開國縣侯）、開國伯（開國郡伯、開國縣伯）、開國子（開國郡子、開國縣子）、開國男（開國郡男、開國縣男）十一等十五種。其中，國公為第五等，食邑三千戶以上，食實封一般為食邑的十分之一，國名分大國、次國、小國三等，每等內部亦有高低次序；開國郡公為第六等，開國縣公為第七等，食邑一千戶以上，食實封一般為食邑的十分之一，一般以郡望或相應的縣名封之。
下表列出遼朝可考的公爵。

## 國公

### 太宗封
- 齊國公王紹
- 魯國公韓延徽
- 魏國公赵思温

### 穆宗封
- 赵國公韩德枢

### 景宗封
- 魏國公韩匡美

### 聖宗封
- 楚國公韩德让
- 郑國公室昉
- 楚國公耶律弘古
- 汧國公耶律隆祐
- 魏國公萧惠
- 鲁國公张俭

### 興宗封
- 燕國公马保忠
- 秦國公张俭

### 道宗封
- 鲁國公萧德
- 趙國公→齊國公→晉國公楊皙
- 韓國公萧韩家奴
- 豳國公耶律合里只
- 魏國公萧惟信
- 蒋國公→許國公耶律仙童
- 魯國公韩绍文
- 豳國公→魯國公劉二玄
- 韓國公耶律仲禧
- 曹國公（食邑四千戶，食實封四百戶）萧宁
- 陳國公→燕國公張孝傑
- 吳國公耶律颇的
- 陈國公窦景庸
- 越國公→趙國公（食邑六千五百戶，食實封六百五十戶）→秦國公耶律俨
- 韓國公→趙國公（食邑一萬戶，食實封一千戶）梁援
- 晉國公张嗣复

### 天祚帝封
- 陳國公（食邑六千戶，食實封六百戶）蕭義[2][3]

## 開國郡公

### 昌黎郡開國公
- 韩匡嗣
- 韩德让，食邑三千戶，食實封三百戶[4]
- 韓德威，食邑五千戶，食實封五百戶

### 東平郡開國公
- 耶律羽之，食邑一千戶→食邑二千五百戶

### 東陽郡開國公
- 姚汉英，食邑五千五百戶，食實封五百戶

### 弘農郡開國公
- 杨又玄，食邑四千戶，食實封四百戶
- 杨佶，食邑三千五百戶，食實封三百五十戶
- 杨皙，食邑三千戶，食實封三百戶

### 濟陽郡開國公
- 丁文通，食邑一千戶，食實封一百戶

### 京兆郡開國公
- 杜悆，食邑二千戶，食實封二百戶→食邑二千五百戶，食實封二百五十戶

### 蘭陵郡開國公
- 萧惟平，食邑三千二百戶，食實封三百二十戶
- 萧福延，食邑三千八百戶，食實封三百八十戶
- 蕭阿魯帶

### 彭城郡開國公
- 刘继文

### 漆水郡開國公
- 耶律迪烈，食邑二千三百戶，食實封二百戶
- 耶律琮，食邑三千戶，食實封三百戶
- 耶律隆祐，食邑五千戶，食實封五百戶
- 耶律某（耶律污斡里祖父），食邑三千戶，食實封三百戶
- 耶律庶幾，食邑五千戶，食實封五百戶
- 耶律元佐，食邑九千戶，食實封九百戶

### 清河郡開國公
- 张琳，食邑二千戶，食實封二百戶
- 张让，食邑三千四百戶，食實封三百四十戶

### 太原郡開國公
- 王郁，食邑一千五百戶
- 王師儒，食邑二千戶，食實封二百戶

- 王籍，王利用七世祖[5]

### 天水郡開國公
- 趙孝嚴，食邑二千五百戶，食實封二百五十戶

### 吳興郡開國公
- 姚景祥

### 潁川郡開國公
- 陈觉，食邑三千戶
- 陳顗，食邑三千戶，食實封三百戶

### 悊郡開國公
- 高模翰[2][3]

## 開國縣公

### 渤海縣開國公
- 高唐英，食邑八百戶

### 蘭陵縣開國公
- 蕭阿魯帶

### 平昌縣開國公
- 孟初，食邑一千戶，食實封一百戶

### 清河縣開國公
- 张绩

### 太原縣開國公
- 王師儒[2][3]

## 開國公（封號不詳）
- 赵思温，食邑一千五百戶
- 沙姑，食邑二千戶，食實封二百戶
- 某，食邑一千戶，食實封三百戶
- 刘需
- 赵徽
- 馬直溫
- 耶律彦温[2][3]